# Meurtre de Cassie Jo Stoddart
Brian Lee Draper (né le 21 mars 1990) et Torey Michael Adamcik (né le 14 juin 1990), qui étaient deux lycéens américains au moment des faits et désormais des meurtriers, sont les auteurs du meurtre de Cassie Jo Stoddart. Ce fait divers se déroule le 22 septembre 2006 à Pocatello, dans Idaho, aux États-Unis.  Ils sont arrêtés le 27 septembre 2006, soit cinq jours après le meurtre de l'adolescente alors que les deux hommes avaient l'intention de se lancer dans une tuerie de deux semaines avec un dénouement barbare qui se déroulerait dans leur lycée, espérant donc rivaliser et même surpasserait le Massacre du lycée de Columbine.

## Avant la tragédie
Draper est né à Sandy, dans l'Utah, le 21 mars 1990. Après y avoir passé la majeure partie de son enfance, Draper déménage avec sa famille à Pocatello, Idaho. Il y rencontre Torey Adamcik, né le 14 juin 1990 dans cette même ville, alors qu'ils sont tous les deux étudiants au lycée. Ils s'intéressent tous les deux au cinéma, ce qui les rapproche, et commencent à s'enregistrer seuls à l'aide d'une caméra.
Cassie Jo Stoddart est née le 21 décembre 1989 et fréquente également la même école; elle et ses deux futurs bourreaux sont alors en 11e année, soit l'équivalent de la première au lycée.

### Antécédents criminels
Le 17 février 2004, environ deux ans et demi avant le meurtre de Cassie Jo Stoddart, Draper et un élève anonyme ont été dénoncés par un élève pour avoir planifié un massacre dans leurs école. Adamcik aurait torturé et tué des chats avant le meurtre de Stoddart, après que la police chargée du meurtre de Stoddart ait découvert de la pornographie enfantine sur l'ordinateur d'Adamcik.

## Meurtre
Dans la nuit du 22 septembre 2006, Stoddart se trouve dans la maison de sa tante et son oncle, Allison et Frank Contreras, sur Whispering Cliffs Drive, dans le nord-est du comté de Bannock. La famille Contreras est alors hors de la ville pour le weekend et Cassie accepte de venir s'occuper de leurs trois chats et de leurs deux chiens pour le séjour. Le soir même, Cassie reçoit la visite de son petit ami, Matt Beckham, qui arrive vers 18h00. Plus tard, ses camarades de classe Brian Draper et Torey Adamcik, tous deux âgés de 16 ans à l'époque, arrivent également pour passer la soirée avec le couple. Par courtoisie, Cassie fait visiter la maison à ses amis, y compris le sous-sol. Les quatre adolescents s'installent ensuite dans le salon pour regarder le film Kill Bill, Volume II, mais Adamcik et Draper finissent par partir avant la fin du film, préférant plutôt aller voir un film au cinéma le plus proche. Cassie et Matt restent alors seuls dans la maison.
Cassie ne sait alors pas qu'avant le départ des garçons, pendant leur visite de la maison, Draper avait déverrouillé la porte du sous-sol menant à l'extérieur afin que lui et Adamcik puissent rentrer plus tard dans la maison sans être aperçus. Quelque temps après avoir quitté la maison de Whispering Cliffs, Draper et Adamcik reviennent dans le quartier, se garent dans la rue, sortent de la voiture et enfilent des vêtements noirs, des gants et des masques peints en blanc. Les garçons entrent tranquillement dans la maison par la porte du sous-sol pendant que le couple regardent la télévision dans le salon. Ils font alors intentionnellement du bruit dans une tentative infructueuse d'attirer Matt et Cassie en bas « afin qu'ils puissent les effrayer ». Ensuite, ils trouvent le disjoncteur et coupent le courant dans la maison, espérant que le couple descende cette fois ci pour vérifier le disjoncteur. Les deux adolescents finissent par rallumer certaines lumières lorsqu'ils se rendent compte que le couple ne descend pas.
Cassie est alors mal à l'aise après la panne de courant temporaire tandis que Matt remarque que l'un des chiens des Contreras regarde en continue vers les escaliers menant au sous-sol, aboyant ou grognant de façon récurrente. Voyant que Cassie est effrayée, Matt appelle sa mère pour lui demander s'il peut passer la nuit dans la maison avec Cassie pour la rassurer, mais sa mère refuse sa demande - à la place, elle propose à Cassie de rentrer à la maison avec Matt et de rester chez eux pendant la nuit pour ramener ensuite Cassie le lendemain matin. Cependant, Stoddart estime qu'il est de sa responsabilité de rester à la maison car elle avait été missionnée pour s'occuper des animaux. Cassie décline l'offre de la mère de Matt.
Vers 22h30, la mère de Matt vient le chercher, laissant Cassie seule dans la maison. Matt appele sur le téléphone portable d'Adamcik pour voir où lui et Draper sont, sûrement pour les retrouver plus tard. Matt dira plus tard qu'il pouvait à peine entendre Adamcik car il chuchotait au téléphone, et supposa que les garçons étaient dans la salle de cinéma ou ils devaient supposément passé la fin de la soirée. Du sous-sol, Draper et Adamcik entendent Matt partir. Les adolescents éteignent à nouveau les lumières à l'aide du disjoncteur et attendent, espérant que Cassie descende pour rallumer les lumières, ce qu'elle ne fait pas. Finalement, les adolescents montent, Draper armé d'une dague et Adamcik d'un couteau de chasse, les armes ayant été achetées chez un prêteur sur gages. Draper ouvre et claque une porte d'un des placards en haut des escaliers pour effrayer Cassie, qui était allongé sur le canapé du salon. Les garçons l'attaquent alors brutalement et la poignarde une trentaine de fois; douze blessures étant potentiellement mortelles.
Au cours de l'enquête sur le meurtre, la police découvre que Draper et Adamcik avaient enregistré à l'avance leur plan d'assassinat de Cassie sur une bande vidéo alors qu'ils étaient à l'école. Cette séquence vidéo est diffusée lors de leurs procès et ils sont emprisonnés.

## Arrestation et interrogatoires
Draper et Adamcik sont arrêtés le 27 septembre 2006 et accusés de meurtre au premier degré et de complot en vue de commettre un meurtre au premier degré. Pendant les interrogatoires, chaque adolescent blâme l'autre. Draper affirme qu'il était dans la même pièce qu'Adamcik lorsque Cassie a été tué, mais nie l'avoir poignardée. Puis, il admet l'avoir poignardée mais sous les ordres présumés d'Adamcik. Il conduit ensuite les enquêteurs à Black Rock Canyon, où les adolescents s'étaient débarrassés des vêtements, des masques et des armes qu'ils avaient utilisés pour le meurtre,.

## La théorie que Draper est un disciple d'Adamcik
Une hypothèse avancée par les professionnels et les autorités de Pocatello est qu'Adamcik était le cerveau du meurtre de Cassie Jo Stoddart. Cette théorie est étayée par le comportement des garçons dans leurs enregistrements dans lesquels Adamcik semble dominer Draper. Avec Adamcik disant à Draper de se taire et de le couper pour lui dire qu'il avait dit quelque chose de « lame » ou de « gay », tout en le rabaissant sur diverses choses. Tout au long de la séquence, seul Adamcik interrompt Draper, et seul Draper encourage Adamcik et est d'accord avec ce qu'il dit. Adamcik a longtemps été considéré par de nombreux professionnels comme l’exemple parfait de psychopathie chez les mineurs. Certains pensent que Draper était un paria déprimé manipulé par Adamcik.

## Procès et condamnation
Au procès, le procureur révèle que les deux garçons avaient déclaré s'être inspiré d'Eric Harris et de Dylan Klebold, qui ont commis le massacre de Columbine High School en 1999. Et par la franchise de films d'horreur Scream. Draper est reconnu coupable le 17 avril 2007; Adamcik est reconnu coupable le 8 juin 2007. Le 21 août 2007, après avoir été reconnu coupable de meurtre au premier degré, chacun reçoit une peine obligatoire d'emprisonnement à perpétuité sans possibilité de libération conditionnelle et trente ans à perpétuité pour avoir été reconnu coupable de complot en vue de commettre un meurtre.
Adamcik et Draper purgent tous deux leur peine à l'établissement correctionnel de l'État de l'Idaho, situé à Ada County, dans l'Idaho, près de Kuna. En novembre 2019, la peine d'Adamcik est confirmée après que son appel a été rejeté par la Cour suprême de l'Idaho.

## Appels
Les avocats des meurtriers font appel séparément devant la Cour suprême de l'Idaho, en septembre 2010 pour Adamcik  et en avril 2011 pour Draper. Ce dernier cherche à faire annuler sa condamnation ou à se voir infliger une peine à perpétuité limitée qui permettrait sa libération conditionnelle (si elle était approuvée) après trente ans. Le premier appel pour Adamcik et Draper est rejeté. La haute cour annule cependant la condamnation de Draper pour complot en vue de commettre un meurtre au premier degré, affirmant que les jurés avaient reçu des instructions erronées sur cette accusation, mais confirme sa condamnation pour meurtre au premier degré et la peine à perpétuité sans libération conditionnelle.
En juillet 2015, Adamcik obtient une audience pour réparation après la condamnation avec le juge de première instance du sixième district de l'État, Mitchell W. Brown. Il affirme que le témoignage de témoins aurait pu changer l'issue de la condamnation, mais que son ancien avocat, contre la volonté de ses parents, avait choisi de ne pas faire appel à ces témoins. Adamcik déclare que son avocat pensait que l'accusation aurait présenté des preuves encore plus dommageables. En mars 2016, le juge Brown a rejeté sa demande de redressement après condamnation. Adamcik fait appel de la décision du juge Brown devant la Cour suprême de l'Idaho, qui, le 26 décembre 2017, rejette l'appel d'Adamcik pour une réparation après condamnation et confirme la décision du tribunal de district.
À la suite de la décision de la Cour suprême de l'Idaho, Adamcik a dépose une ordonnance fédérale d' habeas corpus en janvier 2018, dans laquelle il fait valoir que le tribunal a rejeté son premier appel sur la base d'une théorie qui n'avait pas été présentée au jury. Adamcik fait également valoir qu'il devrait avoir droit à une nouvelle audience la lumière des décisions Miller et Montgomery. La juge magistrate fédérale Candy W. Dale préside l'ordonnance d'Adamcik et le 25 novembre 2019, elle le rejette. Adamcik fait actuellement appel de la décision du juge Dale devant la Cour d'appel du neuvième circuit, les plaidoiries ayant lieu le 7 février 2022, sous la présidence de Jay Bybee, Morgan Christen et James Selna (qui siège par désignation). Le 24 mars 2022, ils confirment la peine dans une décision non publiée.

## Poursuite civile par la famille Stoddart
En 2010, la famille Stoddart intente une action civile contre le district scolaire de l'Idaho, affirmant que les autorités scolaires étaient négligentes et auraient dû savoir que Draper et Adamcik constituaient une menace pour les autres. Le tribunal civil et la Cour suprême de l'Idaho ont rejeté l'affaire, affirmant que les actions des tueurs n'étaient pas prévisibles.

## Documentaires
- Your Worst Nightmare: "When the Lights Go Out", S1 E2 - Octobre 29, 2014
- CopyCat Killer: "Scream", S1 E1 - Febvrier 27, 2016
- Murder Among Friends: "Stick to the Plan", S2 E16 - Juillet 20, 2017
- Unmasked: "The Final Scream", S1 E2 - Octobre 22, 2018
- A Time to Kill: "Evil in the Basement", S4 E6 - Auguste 13, 2021